# Chlumy
Chlumy là một làng thuộc huyện Plzeň-jih, vùng Plzeňský, Cộng hòa Séc.